# Petite-Forêt

Petite-Forêt este o comună în departamentul Nord, Franța. În 1 ianuarie 2022 avea o populație de 5.058 de locuitori.